# Нил (Ирландия)
Нил (англ. Neale; ирл. An Éill) — деревня в Ирландии, находится в графстве Мейо (провинция Коннахт).
Население — 974 человека (по переписи 2002 года). Находится неподалёку от поселений Баллинроб, Конг и Кросс.